# Kaufhaus Stolz
Kaufhaus Stolz is een Noord-Duitse warenhuisketen, opgericht in 1858. De onderneming uit Fehmarn heeft winkels in Sleeswijk-Holstein en in Mecklenburg-Voor-Pommeren. Het warenhuis is eigendom van de familie Stolz.

## Geschiedenis
In 1858 richtte Joachim Friedrich Steen een handel in mutsen van schaaps- en lamsvellen op in Burg auf Fehmarn. In 1888 nam zijn zoon Claus Hinrich Steen de zaak over en liet een nieuw pand bouwen aan de Markt in Burg, op de locatie waar anno 2022 nog steeds een warenhuis van Stolz gevestigd is. In de jaren daarna wordt het assortiment uitgebreid met tabak, schrijfwaren en ondergoed. De onderneming werd in 1893 overgenomen door Johannes Steen. Hij breidde het assortiment uit met schoenen en maakte daarnaast een begin met de verkoop van dames- en herenkleding. 
In 1915 huwde Maria Steen met Martin Stolz, waarna zij samen de zaak overnamen. Ondanks dat het in jaren 1920 economisch slecht ging, breidde de onderneming uit en in 1958 bestond het assortiment uit meer dan 50.000 verschillende artikelen. In hetzelfde jaar overleed Martin en nam zijn zoon de leiding over,   
In 1974 werd vlak bij de Marktplatz in Heiligenhafen een tweede filiaal geopend. In 1991 trad Martin Stolz jr. toe tot het management en werd de onderneming omgezet in een GmbH. In de jaren 1990 breidde de onderneming verder uit in Mecklenburg-Voor-Pommeren met de opening van filialen in  Bützow en Kühlungsborn (1995), Ribnitz-Damgarten (1996), Barth (1999) en Grimmen (1999). In Sleeswijk-Holstein werden in 2000 filialen geopend in Grömitz en Heide.
In 2001 neemt Martin Scholz jr. alleen de leiding over en in de jaren erna worden tientallen filialen geopend. In augustus 2021 werd het 34e filiaal geopend.  
In 2010 werd een webshop geopend, waar een deel van het assortiment verkrijgbaar is,